# 邦斯山麓申瓦尔德
邦斯山麓申瓦尔德是德国石勒苏益格－荷尔斯泰因州的一个市镇。总面积39.06平方公里，总人口2503人，其中男性1212人，女性1291人（2011年12月31日），人口密度64人/平方公里。